# Тесалит
Тесалит (фр. Tessalit) — деревня на северо-востоке Мали, в области Кидаль.

## География
Деревня расположена в 70 км от границы с Алжиром, на плоскогорье Адрар-Ифорас, на высоте 444 м над уровнем моря. Является оазисом в малийской части пустыни Сахара и исторически были остановкой на караванном пути.

## Население
По данным на 2013 год численность населения деревни составляла 3612 человек. Коммуна Тесалит имеет площадь около 30 000 км²; её население по данным на 2009 год составляет 5739 человек. Деревня населена преимущественно туарегами.
Динамика численности населения по годам:
| 1998 | 2013 |
| ---- | ---- |
| 2533 | 3612 |

## Экономика и транспорт
В районе Тесалита осуществляется добыча гипса, имеется фабрика по производству штукатурки, однако в последние десятилетия эти отрасли находятся в упадке из-за туарегских восстаний и деятельности террористических группировок в соседнем Алжире. В 7 км к югу от деревни имеется малийская военная база. В деревне расположен небольшой аэропорт.

## Города-побратимы
- Сен-Жан-де-Морьен, Франция (2005 год)